# Chaetura martinica
El vencejo de Martinica o vencejo de las Antillas Menores (Chaetura martinica), es una especie de ave apodiforme de la familia Apodidae.
Habita en los bosques lluviosos tropicales y subtropicales de las islas y archipiélagos de Dominica, Guadalupe, Martinica, Santa Lucía y la Isla de San Vicente (San Vicente y las Granadinas).
Es un ave de pequeño tamaño, unos 10 cm de longitud, 12 cm de envergadura y 20 gr de peso.
Es de hábitos gregarios, formando bandadas de 20 a 40 individuos, a menudo junto con otras especies de vencejos.